# Klaus Schwetlick
Klaus Oskar Schwetlick (* 28. März 1932 in Lötzen) ist ein deutscher Chemiker (Physikalische Organische Chemie).
Schwetlick wurde 1958 an der TU Dresden promoviert, habilitierte sich 1965, wurde 1966 Dozent und 1968 Professor an der TU Dresden. Von 1981 bis 1985 amtierte er als Direktor der Sektion Chemie sowie von 1974 bis 1982 als Dekan der Fakultät Mathematik/Naturwissenschaften der TU Dresden.
Er ist einer der Autoren des Standardwerks Organikum (Mitarbeiter ab 1959 und auch noch in der 24. Auflage 2015).
Schwetlick ist Erfinder oder Miterfinder bei 52 Patenten.

## Schriften
- Kinetische Methoden zur Untersuchung von Reaktionsmechanismen, Berlin, Deutscher Verlag der Wissenschaften 1972 (auch ins Polnische übersetzt)
- mit Helga Dunken, G. Pretzschner, K. Scherzer, H.-J. Tieler: Chemische Kinetik, Fachstudium Chemie, Lehrbuch 6, Verlag Chemie 1974, 
  - 5. Auflage mit Joachim Finster, Eberhard Hoyer, Gottfried Kempe, Deutscher Verlag für Grundstoffindustrie 1989
- Mechanisms of Antioxidant Action of Phosphite and Phosphonite Esters, in: G. Scott (Hrsg.): Mechanisms of Polymer Degradation and Stabilisation, Springer 1990